# Gemmeleg (film)
Gemmeleg er en dansk kortfilm fra 2011, der er instrueret af Andrea Sand Gustavson efter eget manuskript.

## Handling
Johanna (12) passer sin lillesøster, Marion (8), da deres mor, Susanna (40), holder en havefest for naboer og venner. En mand til festen lægger mærke til Johanna, og seksuelt forvirret, udnytter hun hans opmærksomhed.

## Medvirkende
- Mia Louise Dinitzen, Johanna
- Jo Adrian Haavind, Johan
- Annabella Høeg Sørensen, Marion
- Mille Maria Dalsgaard, Susanna
- Emil Wilk, Daniel
- Alisa Kasimova, Ung kvinde